# Острово (област Разград)
Вижте пояснителната страница за други значения на Острово.
О̀строво е село в Североизточна България. То се намира в община Завет, област Разград.

## География
Острово се намира на северозапад от Разград.

## История
До 1934 година името на селото е Голяма ада.

## Религии
Населението изповядва християнството и исляма.

## Обществени институции
В селото има читалище „Отец Паисий“, основно училище „Христо Ботев“ и детска градина „Радост“. На 3,5 km източно от селото се намира ловно стопанство „Воден“. Местният футболен клуб Адаспор се състезава в А окръжна футболна група.

## Личности
Родени в Острово
- Юксел Чаушев (р. 1939), български режисьор